# صلاح الدين محمد بهاء الدين
صلاح الدين محمد بهاء الدين صادق هو سياسي إسلامي كردي ولد عام (1950) في ناحية خورمال في منطقة حلبجة (اقليم كردستان العراق) لأسرة كردية علمية.

## حياته
نشأ صلاح الدين في بيت متدين، حيث كان أبوه ملا محمد واحدا من علماء منطقة السليمانية المعروفين، وإماماً وخطيباً في الجامع العمري القديم في مركز ناحية خورمال. كما كان جدّه ملا بهاء الدين من العلماء البارزين، وكان معروفاً بالزهد والورع، ومشهوراً بالفقه والتصوّف والتفسير في مدرسة بيارة الشهيرة.
تلقى صلاح الدين العلم الشرعي على يد والده في جامع خورمال، وتخرج من دار المعلمين في السليمانية عام 1968.

## الوظائف والمسؤوليات
- الأمين العام الحالي لحزب الإتحاد الإسلامي الكردستاني.[2]
- عمل صلاح الدين بقطاع التعليم في الفترة من 1971 وحتى 1981، وفصل من عمله لأسباب سياسيّة.[1]

- وانتخب خمس مرات أمينا عاما لحزب الاتحاد الإسلامي الكردستاني.[3]

- شغل عضوية مجلس الحكم العراقي عام 2003.[4][5]
- شكل مع كل من علي بابير أمير الجماعة الإسلامية ومحمد حاجي محمود أمين العام لحزب الاشتراكي الديموقراطي وقادر عزيز الأمين العام الجناح الشرعي لحزب الكادحي الكردستاني قائمة «الإصلاح والخدمات» في الانتخابات النيابة المحلية التي أجريت 2009 في الإقليم، حيث حصلت القائمة على "13" مقاعد من أصل مئة المقاعد.

## وصلات خارجية
- الموقع الرسمي لصلاح الدين محمد بهاء الدين
- الموقع الرسمي للإتحاد الإسلامي الكردستاني
- الأكراد بعد عام من الحرب على العراق، برنامج بلا حدود، قناة الجزيرة، 31 مارس 2004م
- نبذة عن حياة صلاح الدين محمد بهاء الدين في موقع قناة الجزيرة.